# Centre de recherche français à Jérusalem
Le Centre de recherche français à Jérusalem (CRFJ) une unité mixte de recherche dans le domaine des sciences humaines et sociales dépendant du CNRS et du ministère français des Affaires étrangères. Il fait partie du réseau des instituts français de recherche à l'étranger. Au sein du CNRS, le CRFJ constitue l'unité de service et de recherche (USR) 3132.
C'est un lieu d’accueil et de formation de jeunes chercheurs et un lieu de valorisation de ses recherches propres et des recherches françaises en matière d'archéologie, d'histoire, d'étude des trois religions abrahamiques, d'anthropologie, de linguistique, de philosophie, de psychologie, d'ethnomusicologie et de science politique. 

## Localisation

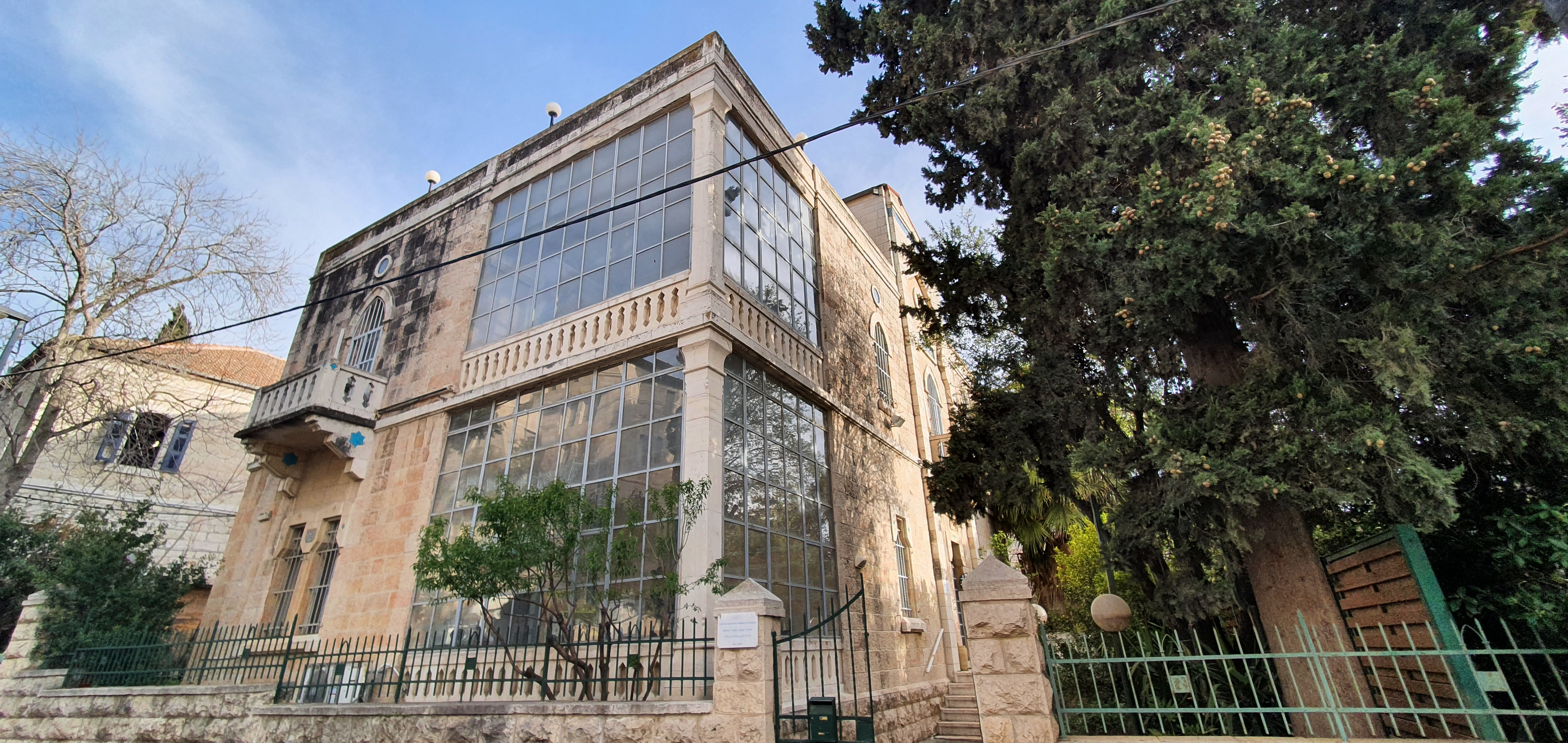
Centre de recherche français à Jérusalem

Le centre est installé à Jérusalem dans le quartier de Baka (en), au numéro 3 de la rue Shimshon. 
De 1949 à 1967, ce quartier se trouvait juste à l'ouest de la ligne verte divisant Jérusalem en deux parties (Jérusalem-Ouest, conquise par l'armée israélienne durant la guerre de 1948-1949, et Jérusalem-Est, occupée par l'armée jordanienne).

## Histoire

### Évolution de l'institution depuis1952
Le CRFJ est issu de la Mission archéologique française de Jérusalem fondée en 1952 à Jérusalem par l'archéologue Jean Perrot. 
En 1964, il devient le centre de recherche coopérative sur programme « Préhistoire et protohistoire du Proche-Orient asiatique » puis, en 1974, une mission permanente du CNRS, le « Centre de recherches préhistoriques français de Jérusalem », 
Son nom actuel lui est attribué en 1985 ; le centre devient alors pluridisciplinaire et étend son champ de recherches à l'ensemble des sciences humaines et sociales.
En 1990, le CRFJ devient une unité mixte de recherche du CNRS, puis intègre le réseau des instituts français de recherche à l'étranger (IFRE) en 2004. 
Depuis 2007, la tutelle est partagée entre le CNRS et le ministère des Affaires étrangères.

### Liste des directeurs
- 1952-1992 : Jean Perrot (CNRS), archéologue, préhistorien, fondateur du Centre.
- 1992-1993 : Jacques Caroux (CNRS), sociologue, intérimat.
- 1993-1996 : François Blanchetière (université de Strasbourg), historien, professeur de religion comparée, spécialiste des relations entre le judaïsme et le christianisme dans les premiers siècles de l'ère chrétienne.
- 1996-2004 : Dominique Bourel (CNRS), historien, spécialiste du judaïsme allemand à la période moderne.
- 2004-2008 : Pierre de Miroschedji (MAEE/CNRS), archéologue, spécialiste du Bronze ancien au Levant sud.
- 2008-2010 : Sophie Kessler-Mesguich (d) (MAEE/Université Paris 3-Sorbonne), professeur de linguistique et de littérature hébraïque.
- 2010-2014 : Olivier Tourny (MAEE/CNRS) musicologue et ethnomusicologue, spécialiste de musiques liturgiques.
- 2014-2017 : Julien Loiseau (Université Montpellier-3), historien, maître de conférences habilité à diriger des recherches, membre junior de l'Institut universitaire de France.
- 2017-2019 : François Bon (d) (Université Toulouse-Jean-Jaurès), archéologue, professeur des universités,  spécialiste en Préhistoire européenne et africaine.
- 2019-2023 : Vincent Lemire (université Paris-Est), historien, maitre de conférence habilité à diriger des recherches.
- 2023 : François-Xavier Fauvelle.

## Missions
Conçu comme un lieu pluridisciplinaire de coopération entre chercheurs, le CRFJ a pour missions 
- la conduite des programmes de recherche pluridisciplinaires associant des établissements d’enseignement et de recherche français et européens avec leurs homologues israéliens et palestiniens ;
- l'accueil et le soutien aux chercheurs et archéologues français travaillant en Israël ainsi que la formation de jeunes chercheurs ;
- l'animation d'échanges scientifiques avec les chercheurs locaux ;
- l’organisation de séminaires, colloques, ateliers, conférences et éditions pour valoriser les recherches.

Le CRFJ soutient également des campagnes de fouilles sur différents sites, notamment à Beisamoun (en), à Césarée et à Tel Yarmouth.

## Publications

### LeBulletin du CRFJ
Chaque début d'année depuis 1997, le CRFJ publie le Bulletin du Centre de recherche français de Jérusalem, intégralement consultable sur OpenEdition Journals.

### Ouvrages édités par le centre
- Frank Alvarez-Pereyre (dir.), Milieux et mémoire, CRFJ (diffusion Peeters), 1993.
- François Blanchetière et Moshe David Herr (dir.), Aux origines juives du christianisme, CRFJ (diffusion Peeters), 1995.
- Frank Alvarez-Pereyre (dir.), Le politique et le religieux, CRFJ (diffusion Peeters), 1995.
- François Blanchetière, Aux sources de l'anti-judaïsme chrétien, CRFJ (diffusion Peeters), 1995.
- Florence Heymann et Danièle Storper Perez (ed.), Le corps du texte. Pour une anthropologie des textes de la tradition juive, CNRS Éditions, 1997.
- Danielle Storper Perez, L'Intelligentsia russe en Israël. Rassurante étrangeté, CNRS Éditions, 1998.
- Dominique Trimbur, De la Shoah à la réconciliation. La question des relations RFA/Israël (1949-1956), CNRS Éditions, 2000.
- Lisa Anteby-Yemini, Les Juifs éthiopiens en Israël, les paradoxes du paradis, CNRS Éditions, 2004.
- Dominique Bourel et Florence Heymann (éd. et trad.), Lettres choisies de Martin Buber, 1899-1965, CNRS Éditions, 2004.
- Florence Heymann (éd. et trad.), Un Proche-Orient sans romantisme. Journal de voyage de Leopold Weiss, CNRS Éditions, 2005
- Catherine Weill-Rochant, L'Atlas de Tel-Aviv, 1908-2008, CNRS Éditions, 2008.
- Jean-Marc Joubert, Yeshayou Leibowitz : philosophe de la religion, CNRS Éditions, 2008.
- Bernadette Bensaude-Vincent et Eva Telkès-Klein (dir.), La correspondance française d’Émile Meyerson, CNRS Éditions, 2009.